# ディー (ポルノ女優)
ディー（Dee 本名:Vanessa Aparicio 1979年2月17日 - ）は、アメリカ合衆国のポルノ女優。プエルトリコ出身。